# Tiền nóng
Trong kinh tế học, tiền nóng là dòng tiền (hoặc vốn) từ nước này sang nước khác để kiếm lợi nhuận ngắn hạn do chênh lệch lãi suất và/ hoặc thay đổi tỷ giá hối đoái đoán trước. Những dòng vốn đầu cơ này được gọi là 'tiền nóng' vì chúng có thể di chuyển rất nhanh vào và ra khỏi thị trường, có khả năng dẫn đến sự bất ổn của thị trường.

## Minh họa về dòng tiền nóng
Ví dụ đơn giản sau đây minh họa cho hiện tượng tiền nóng: Đầu năm 2011, lãi suất trung bình quốc gia của chứng chỉ tiền gửi một năm tại Hoa Kỳ là 0,95%. Ngược lại, lãi suất tiền gửi một năm của Trung Quốc là 3%. Đồng nhân dân tệ đang bị định giá thấp nghiêm trọng so với các loại tiền tệ giao dịch chính của thế giới và do đó có khả năng tăng giá so với đồng đô la Mỹ trong những năm tới. Với tình huống này, nếu một nhà đầu tư ở Mỹ gửi tiền của mình vào ngân hàng Trung Quốc, nhà đầu tư sẽ nhận được tiền lãi cao hơn so với việc họ gửi tiền vào ngân hàng Mỹ. Điều này làm cho Trung Quốc trở thành mục tiêu hàng đầu cho dòng tiền nóng. Đây chỉ là một ví dụ để minh họa. Trong thực tế, tiền nóng có nhiều hình thức đầu tư khác nhau.
Mô tả sau đây có thể giúp minh họa thêm cho hiện tượng này: "một quốc gia hoặc khu vực trong nền kinh tế thế giới gặp khủng hoảng tài chính, vốn chảy ra trong hoảng loạn; các nhà đầu tư tìm kiếm một điểm đến hấp dẫn hơn cho tiền của họ. Ở điểm đến tiếp theo, dòng vốn tạo ra một sự bùng nổ đi kèm với nợ nần tăng, giá tài sản tăng và tiêu dùng bùng nổ - trong một thời gian. Nhưng điều đáng buồn thường theo sau những dòng vốn này là một cuộc khủng hoảng khác. Một số nhà bình luận mô tả những mô hình này của dòng vốn như là "tiền nóng" lưu chuyển từ một ngành hoặc một quốc gia tới nơi tiếp theo và để lại phía sau dấu vết của sự hủy diệt."

## Các loại tiền nóng
Như đã đề cập ở trên, vốn ở dạng sau có thể được coi là tiền nóng:
- Đầu tư gián tiếp nước ngoài ngắn hạn, bao gồm đầu tư vào vốn chủ sở hữu, trái phiếu và các công cụ phái sinh tài chính.
- Vay ngân hàng nước ngoài ngắn hạn.
- Vay ngân hàng nước ngoài với thời gian đầu tư ngắn hạn.

Các loại vốn trong các thể loại trên chia sẻ đặc điểm chung là thời gian đầu tư ngắn và chúng có thể đến nhanh và rời đi nhanh chóng.

## Ước tính tổng giá trị
Không có phương pháp nào được xác định rõ ràng để ước tính lượng tiền nóng chảy vào một quốc gia trong một khoảng thời gian, bởi vì tiền nóng lưu chuyển nhanh và được giám sát kém. Ngoài ra, một khi ước tính được thực hiện, số tiền nóng có thể đột ngột tăng hoặc giảm, tùy thuộc vào điều kiện kinh tế thúc đẩy dòng tiền. Một cách phổ biến để ước tính dòng tiền nóng là khấu trừ thặng dư (hoặc thâm hụt thương mại) của một quốc gia và dòng vốn đầu tư trực tiếp nước ngoài (FDI) ròng của quốc gia đó từ sự thay đổi trong dự trữ ngoại hối của quốc gia.
Tiền nóng (ước tính) = Thay đổi dự trữ ngoại hối - Xuất khẩu ròng - Đầu tư trực tiếp nước ngoài ròng